# Phillips (bicicletas)

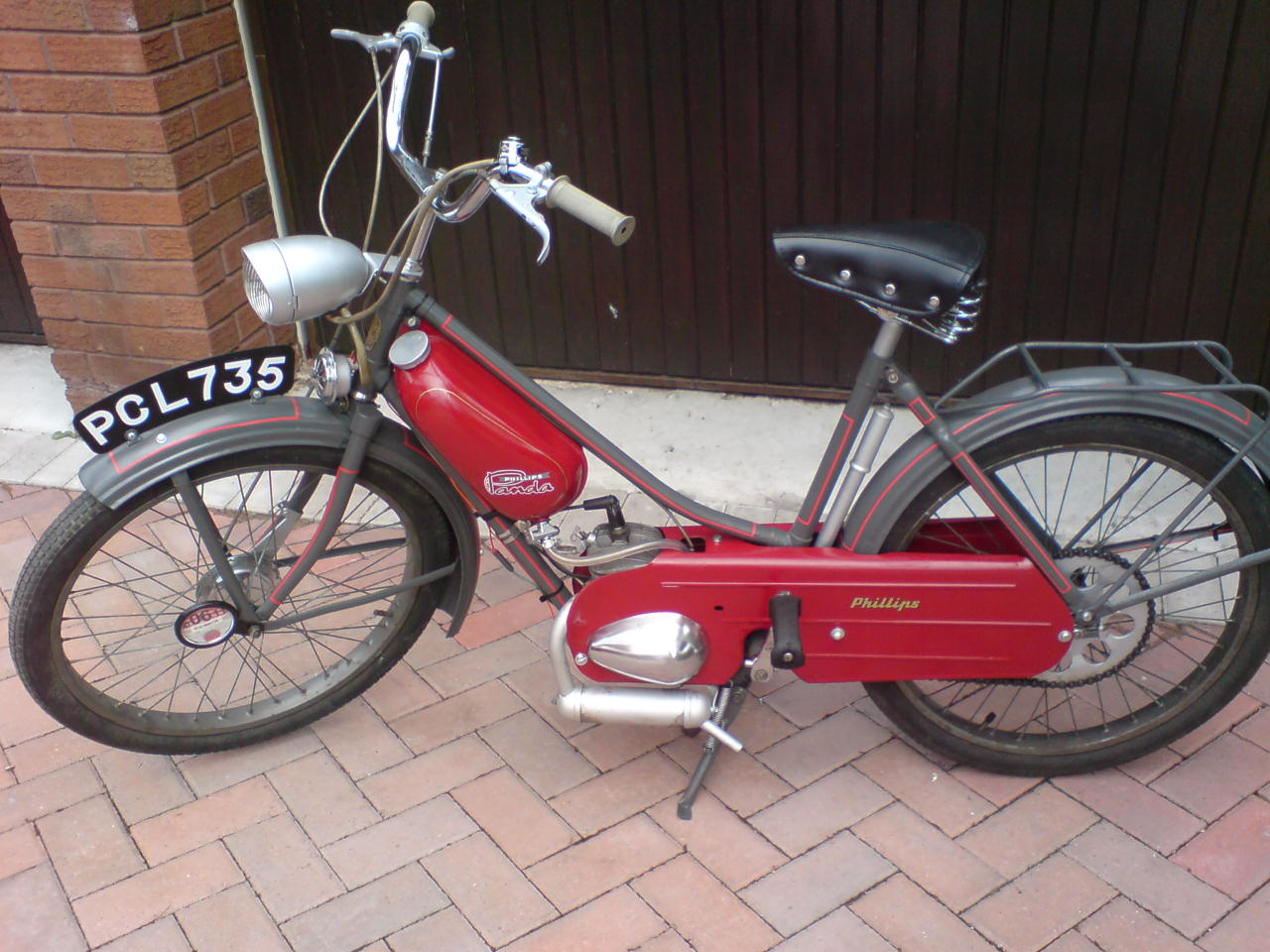
Uma marca Phillips de 1960

Phillips Cycles é uma fabricante de bicicletas fundada em 1892, em Smethwick, Birmingham, Inglaterra.  O auge de produção foi nos anos 1950 quando a marca alcançou uma produção de mais de 1 milhão de bicicletas por ano. Exportou para muitos países, inclusive para o Brasil, e a marca foi registrada em 144 países diferentes. A Phillips ainda é uma bicicleta de marca internacional e produz bicicletas elétricas; integra o grupo Raleigh Bicycle Company.